# 교이쿠다이마에역
교이쿠다이마에역(일본어: 教育大前駅→교육대앞역)은 일본 후쿠오카현 무나카타시에 있는 규슈 여객철도 가고시마 본선의 역이다.

## 역 구조
상대식 승강장 2면 2선을 가지는 지상역. 선로는 언덕을 깎은 길의 안을 달리고 있어, 그 위에 놓였던 도로교로 선상 역사기 병설하고 있다. 규슈 교통기획이 역 업무를 행하는 업무 위탁역으로, 발권 창구가 설치되어 있다.

## 이용 현황
- 2006년도의 1일 평균 승차 인원은 4,509명이다(전년도 비 - 134명).

| 승차인원추이 | 승차인원추이  |
| 연도         | 1일 평균 인수 |
| ------------ | ------------- |
| 2000         | 5,211         |
| 2001         | 5,110         |
| 2002         | 4,979         |
| 2003         | 4,859         |
| 2004         | 4,704         |
| 2005         | 4,643         |
| 2006         | 4,509         |

## 역 주변
- 규슈 교육 대학
- 국도 제3호선
- 일본 적십자 규슈 국제 간호 대학

## 역사
- 1988년 3월 13일 : 개업.
- 2009년 3월 1일 : IC카드 SUGOCA의 사용을 개시.

## 인접 역
| 가고시마 본선       | 가고시마 본선          | 가고시마 본선        |
| ------------------- | ---------------------- | -------------------- |
| 에비쓰 모지 항 방면 | ■ 쾌속 · 준쾌속 · 보통 | 아카마 가고시마 방면 |